# Мусийченко, Пётр Яковлевич
Пётр Яковлевич Мусийченко (23.06.1915, Запорожская область — 26.04.1988) — помощник командира взвода 187-го гвардейского стрелкового полка, гвардии старшина — на момент представления к награждению орденом Славы 1-й степени.

## Биография
Родился 10 июня 1915 года в посёлке Кушугум Запорожской области. Украинец. Член ВКП/КПСС с 1944 года. Окончил 7 классов. Работал слесарем на заводе в Запорожье.
В Красной Армии с 1943 года. В боях Великой Отечественной войны с октября 1943 года. В составе 3-й гвардейской армии 4-го Украинского фронта участвовал в уничтожении никопольско-криворожской группировки противника. С марта 1944 года в составе 6-й армии 3-го Украинского фронта освобождал от противников юг Украины в ходе Березнеговато-Снигирёвской и Одесской операций, а в составе 37-й армии участвовал в Ясско-Кишинёвской операции и освобождении Болгарии. С декабря 1944 года П. Я. Мусийченко в составе 57-й армии освобождал Венгрию и Австрию.
Командир отделения сапёрного взвода 187-го гвардейского стрелкового полка гвардии старшина Мусийченко 28 марта 1944 года в районе города Николаев одним из первых переправился через реку Южный Буг, в бою уничтожил двух противников, сделал проходы в заграждениях противника.
Приказом командира 61-й гвардейской стрелковой дивизии от 31 мая 1944 года за мужество, проявленное в боях с врагом, гвардии старшина Мусийченко награждён орденом Славы 3-й степени.
Сапёр сапёрного взвода того же полка и дивизии гвардии старшина Мусийченко 1 сентября 1944 года в районе города Чишмикиой умело провел инженерную разведку, проделал с бойцами четыре прохода в минных полях противника.
Приказом по 37-й армии от 18 октября 1944 года гвардии старшина Мусийченко награждён орденом Славы 2-й степени.
Помощник командира взвода того же полка и дивизии гвардии старшина Мусийченко в районе населённого пункта Балатонкерастур 30 марта 1945 года под огнём навел переправы и мост через канал. Во главе с Мусийченко группа бойцов проделала несколько проходов в минных полях противника, обезвредив много мин. Лично Мусийченко снял около 30 мин.
Указом Президиума Верховного Совета СССР от 15 мая 1946 года за мужество, отвагу и героизм, проявленные в борьбе с захватчиками, гвардии старшина Мусийченко Пётр Яковлевич награждён орденом Славы 1-й степени.
В ноябре 1945 года демобилизован. Жил в родном поселке. Работал бригадиром слесарей на Запорожском механическом заводе.
Награждён орденами Славы 1-й, 2-й и 3-й степени, Отечественной войны 1-й степени, медалями.
Умер 26 апреля 1988 года.